# Дождь в казарме (альбом)
«Дождь в казарме» —  седьмой и второй из сохранившихся альбомов первого проекта Егора Летова «Посев», записанный летом 1984 года в Омске Егором Летовым, Андреем «Боссом» Бабенко и Евгением «Джон Дабл» Деевым.

## История
Летом 1984 года Игорь «Егор Дохлый» Летов, Андрей «Босс» Бабенко и Евгений «Джон Дабл» Деев собрались для записи альбомов группы «Посев». Первыми двумя альбомами того времени были «Всякие картинки» и «Дождь в казарме». В них играли таким составом:
- Игорь Летов — вокал, ударные, басс
- Андрей Бабенко — электро- и акустическая гитара, задний вокал
- Евгений Деев — басс

Летом 84 г. вышел 1-й альбом (оригин.) «Посева» — «Всякие картинки» и вслед за ним второй «Дождь в казарме». В этих альбомах Дохлый Егор впервые проявил себя как вокалист. Тексты всех песен написаны были им же. Муз. материал представлял собой смесь Reggae / New Wave / Punk и Heavy Metal. Записи были произведены в домашних условиях.

(Краткая история Г.О., 1986 год)

### Издание
Изначально альбом не распространялся.
В начале 2022 года Наталья Чумакова, вдова Егора Летова, опубликовала отрывок из альбома (Картинки № 2 (Бабочек съела моль)).

Альбом впервые был издан 10 сентября 2023 года совместно с альбомом «Всякие картинки» издательством «Выргород», как продолжение деятельности вдовы Летова Натальи Чумаковой, которая «приложила максимум усилий, чтобы на достойном уровне оцифровать обветшавшие от времени пленки»:
«Всякие картинки» и «Дождь в казарме» находились на двух сторонах ленты «Тасма», была такая, жуткая, одна из самых дрянных в Союзе. Её отличительное свойство — отвратительный скрип, который появляется при проигрывании после нескольких лет хранения. И это при цене в восемь с лишним рублей! До этого там были записаны Bob Marley и Grateful Dead. В отличие от прочих, плёнка не поддалась повторной оцифровке, пришлось использовать первоначальную.
Сведения о записи пришлось собирать по крупицам. Опирались на разные источники, в основном на собственно егоровские описания данных опусов. Для некоторых треков названия пришлось изобретать. Я опиралась на то, что в тетрадях со стихами некоторые из циклов именовались «картинками» (например, «Предновогодние картинки»), да и само название альбома подтолкнуло называть так треки, составленные из нескольких стихов — по аналогии, например, с пронумерованными «Метаморфозами».
Наталья Чумакова, 08.09.2023
Критик Геннадий Шостак в 2023 году пишет в рецензии: «„Дождь в Казарме“ открывает короткий „Instrumental“. Мне вспомнились ПОЮЩИЕ ГИТАРЫ конца 60-х, которых чуть-чуть утяжелили. К слову, Егор Летов очень любил этот ВИА. (…) Заканчивает альбом и всю дилогию композиция „Страна Дураков“ („Ветер с Гор“). Стилистически она гораздо ближе к „обороновской“. Вот здесь появляется (прото)панк.»

## Данные об альбоме
| №  | Название песни                    | Автор слов и музыки | Длительность |
| -- | --------------------------------- | ------------------- | ------------ |
| 1. | Instrumental                      | Егор Летов          | 1:04         |
| 2. | Зелёное зеркало                   | Егор Летов          | 4:15         |
| 3. | Instrumental (акуст.)             | Егор Летов          | 4:44         |
| 4. | Казармы                           | Егор Летов          | 5:26         |
| 5. | Instrumental / Не понимаю         | Егор Летов          | 11:30        |
| 6. | Скользкий ветер                   | Егор Летов          | 6:10         |
| 7. | Картинки № 2 (Бабочек съела моль) | Егор Летов          | 8:44         |
| 8. | Страна дураков (Ветер с гор)      | Егор Летов          | 3:02         |

Записано летом 1984 г. в Омске.
- Слова и музыка: Егор Летов.
- Егор «Дохлый» Летов — голос, ударные, басс;
- Андрей «Босс» Бабенко — электрогитара, акустическая гитара, задний вокал;
- Евгений «Джон» Деев — басс.
- Оцифровка: Сергей Рубаха.
- Реставрация, сведение, мастеринг: Наталья Чумакова, 2021 г.